# Hospital Universitario Río Hortega
El Hospital Universitario Río Hortega de Valladolid es el centro hospitalario más moderno de los existentes en la capital vallisoletana. Fue inaugurado por los Príncipes de Asturias Felipe y Letizia el 16 de enero de 2009. Sin embargo, la institución como tal data del 24 de julio de 1953, en que fue abierta con el nombre de Residencia Sanitaria Onésimo Redondo, y en un emplazamiento anterior, en el barrio de La Rondilla.
Es el hospital de referencia del Área de Salud de Valladolid Oeste de la Comunidad de Castilla y León, y uno de los dos hospitales docentes de la Facultad de Medicina de la Universidad de Valladolid. Consta de pocas plantas edificadas sobre una gran extensión, dotando así a la instalación de 608 camas.

## Historia

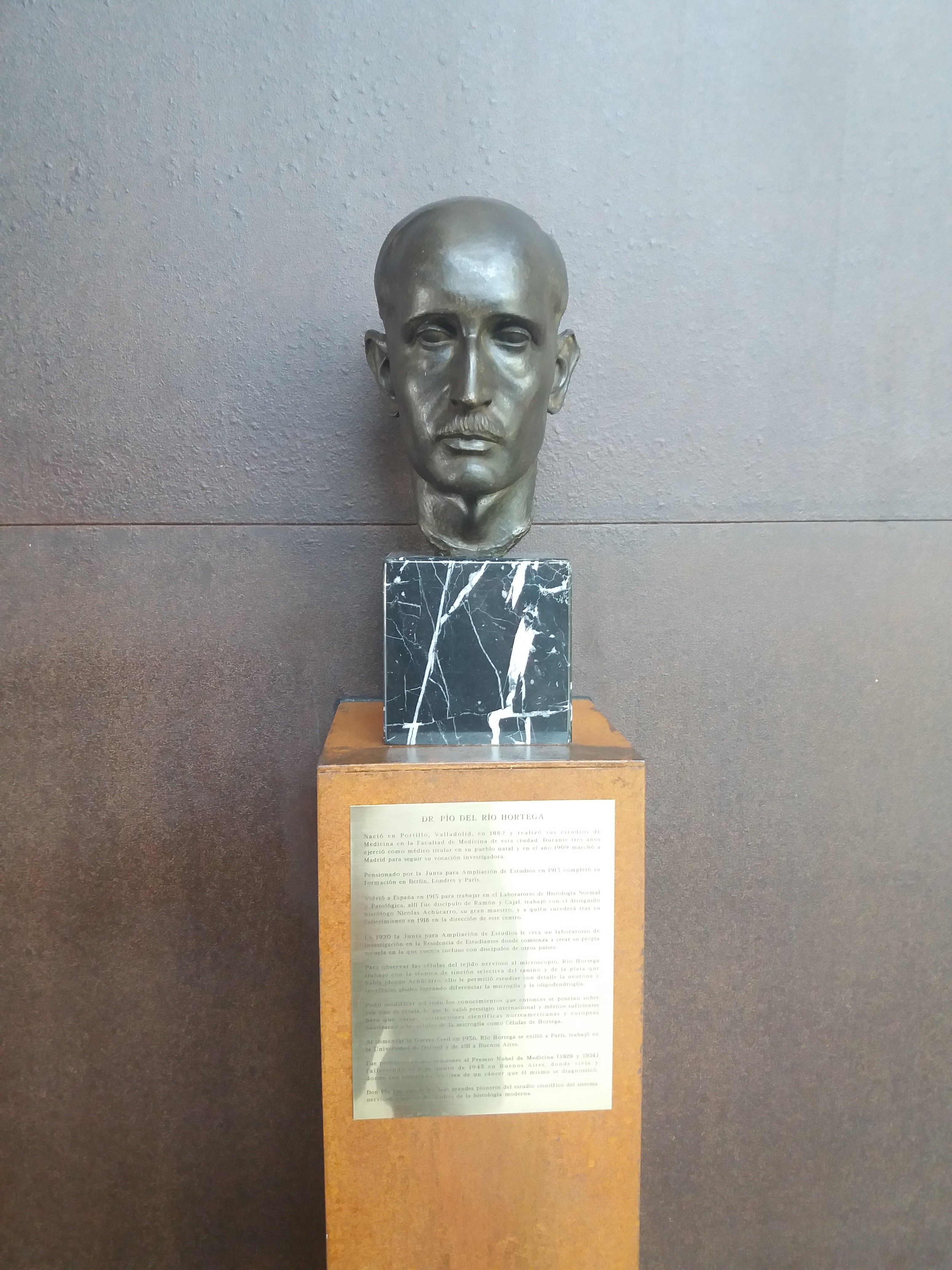
Busto de Pío del Río Hortega en el vestíbulo principal del hospital

Tras barajarse posibles ubicaciones para el nuevo Hospital Universitario Río Hortega, las administraciones se decantaron en 1994 por la parcela conocida con el nombre de Finca Zambrana.

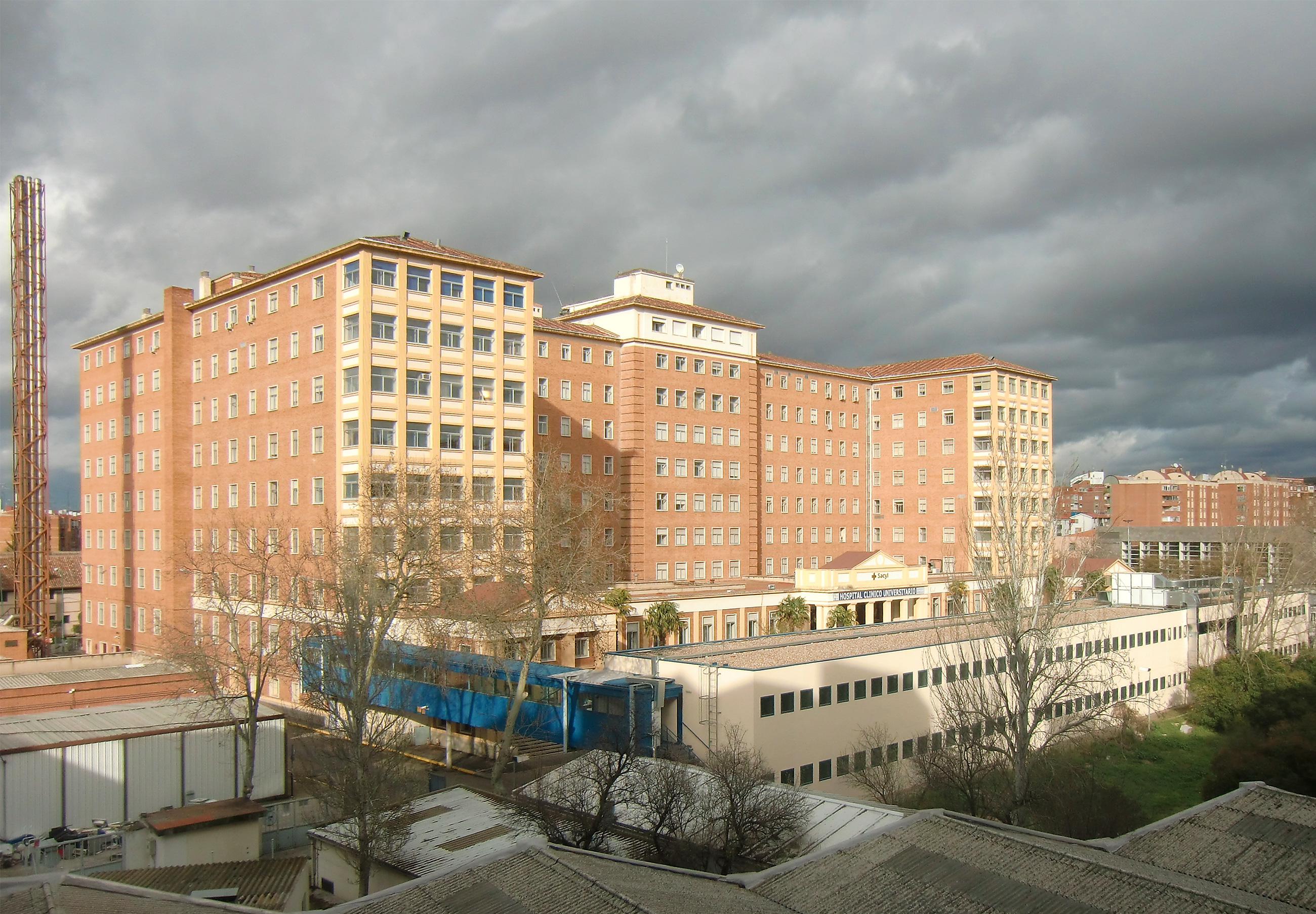
Vista del edificio de 1953 en la Rondilla, dedicado ahora sólo a consultas externas. Fotografía hecha en 2011

Un año después, se alcanza un acuerdo entre el INSALUD y la Universidad de Valladolid, por el cual, desde el 1 de enero de 1996, el hospital comienza a ser un centro formativo de tipo universitario.
Se firma el protocolo de colaboración el año 1997 entre el INSALUD, la Consejería de Sanidad y el Ayuntamiento de Valladolid para construir el nuevo hospital en dicha ubicación, que contaba en principio con un espacio de 62 000 m² para la construcción de la infraestructura, que proporcionaría asistencia sanitaria a una población de 215 000 habitantes del oeste de la Comunidad.
Sin embargo, 17 meses después, se presenta el plan funcional, donde se incrementan las instalaciones hasta alcanzar una superficie de 73 860 m², y así mismo, el número de camas y consultas con que contaría el nuevo hospital.
En 1998, se adjudicó la redacción de proyecto al arquitecto Luis Fernández Inglada. A finales de 1999 se inicia la licitación de la concesión de obra, que recaerá finalmente en la empresa Acciona Infraestructuras S.A.; la cual inicia las obras el 26 de junio de 2000.
Se concluye la construcción el 26 de diciembre de 2007, si bien la nueva infraestructura no fue entregada a la administración hasta el 14 de octubre de 2008. El centro ha supuesto una inversión de 199 700 000 euros y cuenta con un espacio de 115 147 m².

## Características

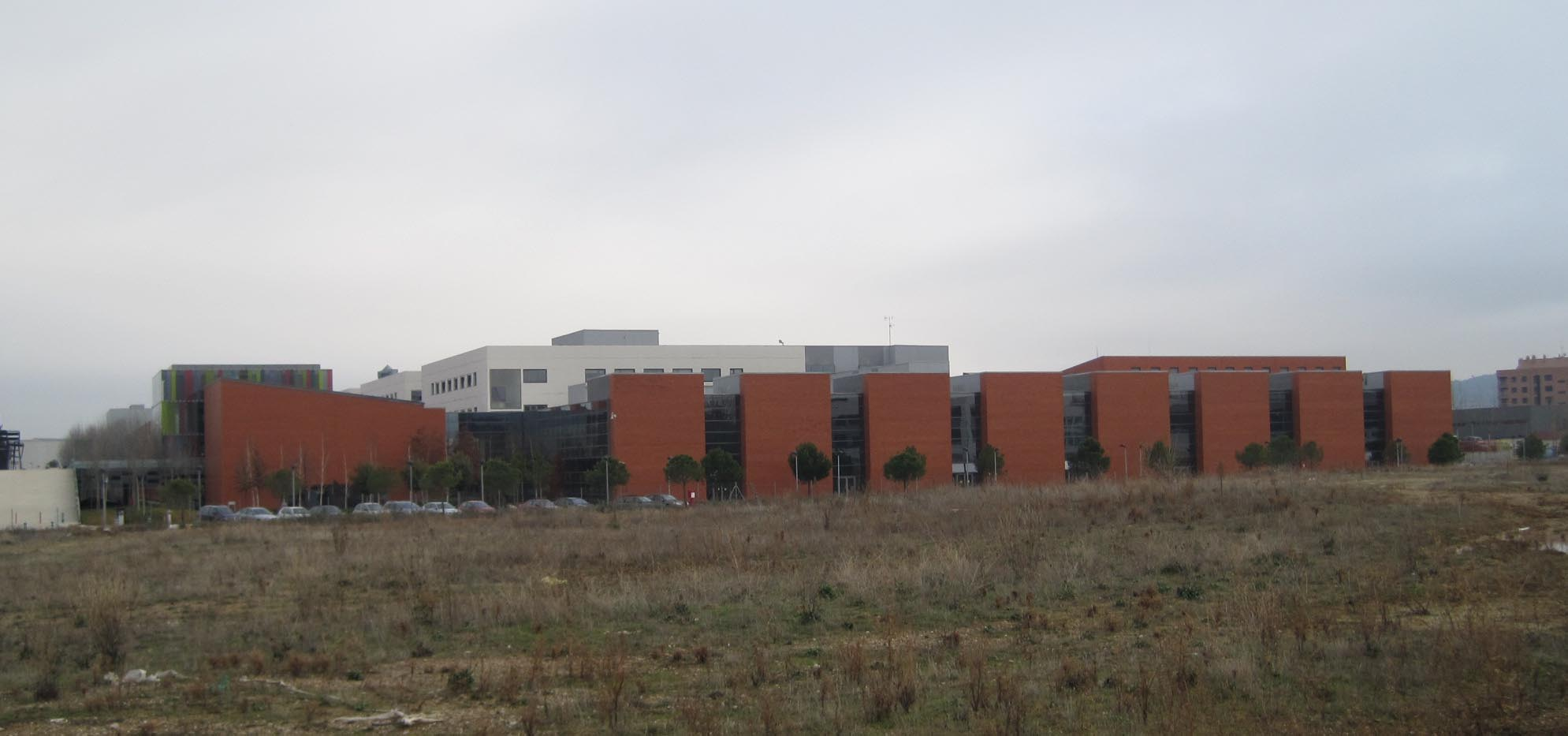
Vista del complejo hospitalario

El hospital cuenta con 608 camas de hospitalización, 180 de las cuales en habitaciones individuales, 18 quirófanos, 6 salas de parto, 16 puestos de neonatología, 17 puestos de hemodiálisis crónicos y 30 puestos de Hospital de día. Tiene una superficie construida de 115 147 m² y 1439 plazas de aparcamiento, y 31 plazas de aparcamiento para personas con discapacidad (una plaza por cada 19 camas) que además son "multiusos", ya que permiten que las furgonetas de reparto puedan aparcar cómodamente.
En materia de Urgencias posee un área de acceso a pacientes así como una zona exclusiva de acceso de vehículos de emergencia. Tiene así mismo un helipuerto en superficie en un anexo al complejo, para dar cabida a los helicópteros sanitarios del servicio Emergencias Sanitarias de Castilla y León.
El edificio tiene tres plantas en superficie y una bajo superficie, y está estructurada en cuatro grandes bloques con un pasillo central, donde están ubicadas las unidades administrativas de los servicios. Su diseño es modular y tiene una disposición horizontal, moderna y funcional, rodeada de zonas verdes y viales para los usuarios.

## Servicios
El nuevo Río Hortega cuenta entre sus nuevos servicios con un área de UCI pediátrica, grandes quemados, trasplante hepático, cirugía maxilofacial, cirugía plástica y cirugía bariátrica.
Junto a ello, el centro dispone de tecnología de última generación en radiodiagnóstico. Además, los profesionales sanitarios contarán con historiales clínicos informatizados para agilizar las consultas.
En el área de salud de Valladolid Oeste, es el centro de referencia para las siguientes especialidades:
1. Admisión - documentación clínica
2. Alergología
3. Análisis clínicos
4. Anatomía patológica
5. Anestesiología y reanimación
6. Aparato digestivo
7. Cardiología
8. Cirugía general
9. Cirugía maxilofacial
10. Cirugía plástica y reparadora
11. Dermatología medicoquirúrgica
12. Endocrinología y nutrición
13. Farmacia hospitalaria
14. Farmacología clínica
15. Geriatría
16. Hematología y hemoterapia
17. Medicina intensiva
18. Medicina interna
19. Medicina preventiva y salud pública
20. Prevención de riesgos laborales
21. Nefrología
22. Neumología
23. Neurocirugía
24. Neurofisiología clínica
25. Neurología
26. Obstetricia y ginecología
27. Oftalmología
28. Oncología médica
29. Otorrinolaringología y Logopedia
30. Pediatría
31. Psiquiatría
32. Radiodiagnóstico
33. Radiofísica y Protección Radiológica
34. Rehabilitación
35. Reumatología
36. Traumatología y cirugía ortopédica
37. Urgencias
38. Urología

Es así mismo el hospital de referencia en toda la provincia en:
- Alergología
- Cirugía plástica
- Cirugía oral y maxilofacial
- Trasplante de médula ósea, de tipo autólogo y heterólogo

Para la población de Segovia es el hospital de referencia en todas aquellas especialidades no disponibles en el Complejo Asistencial de Segovia.
Para la población palentina, es el hospital de referencia en:
- Cirugía bariátrica
- Cirugía oral y maxilofacial

Aquellos habitantes de Burgos y Soria que acuden a este hospital, lo hacen para acudir a la especialidad de Cirugía oral y maxilofacial.
El Hospital Universitario Río Hortega es centro de referencia en implante coclear para las provincias de Burgos, Palencia, Segovia, Soria y Valladolid.
Es así mismo el centro de referencia de Castilla y León en cuanto a trasplante hepático se refiere.

## Las cifras del hospital
Según datos de 2009 el hospital tuvo durante ese año un total de 22 099 ingresos. El número de consultas externas ascendió a 345 732 y las urgencias atendidas fueron 100 840. En cuanto a las intervenciones quirúrgicas se llevaron a cabo 19 887. En la unidad de maternidad hubo 2196 partos y los trasplantes acumularon 46 intervenciones.

## Localización
El hospital está cerca de la carretera de Segovia (CL-601 y A-601) y las carreteras de circunvalación de Valladolid (VA-20 y VA-30), además de contar con una red integral de transporte público.

### Acceso a los servicios del hospital
- Desde Madrid y Segovia (N-601): Tomar dirección Burgos-Palencia por VA-20. En esta carretera continuar hasta el desvío Hospital Río Hortega.
- Desde Palencia y Burgos: En la A-62, coger la salida 121 Valladolid (Ronda Norte) - Mercaolid - Soria, continuar por VA-20 hasta la salida con dirección Hospital Río Hortega.
- Desde León: Pasado Zaratán, llegando a la A-62, coger dirección Burgos-Palencia una vez en la A-62 coger la salida 121 Valladolid (Ronda Norte)- Mercaolid - Soria, continuar por VA-20 hasta la salida con dirección Hospital Río Hortega.
- Desde Tordesillas, Zamora y Salamanca: Continuar en la A-62 y coger la salida 129 Valladolid, Madrid (Ronda ext. Sur VA-30) continuar por esta avenida hasta que figure salida 15, VA-20 hacia Hospital Río Hortega.
- Desde Peñafiel, Aranda de Duero, Burgo de Osma y Soria: Continuar en A-11-N-122 hasta la ronda interior de Valladolid, una vez en este punto girar a la izquierda y a unos 400 metros girar a la derecha dirección Hospital Río Hortega.

### Medios de transporte
El hospital está conectado con los principales barrios de la población de la capital castellanoleonesa y poblaciones cercanas, mediante la prolongación de algunas líneas existentes y la creación de otras nuevas, de la empresa municipal AUVASA:
- Plaza Mayor: 4 (con parada en la Avenida de Segovia) y 6
- Plaza España: 13X, 14 y 19
- Barrio de La Victoria: 6
- Huerta del Rey: 6
- Estaciones: 4 y 9
- Parquesol: 9
- Polígono de San Cristóbal: 13X y 14
- Plaza Circular: 17 y 19
- La Rondilla: 17
- La Cistérniga: 19
- Paseo Zorrilla: H
- Servicio Búho (viernes, sábados y vísperas de festivo): B2